# Gerhard III. Gelderski
Gerhard III. Gelderski (cca. 1149–1182) je bil grof Gelderski od leta 1178 do 1182. Bil je sin Henrika I. Gelderskega in Neže Arnsteinske. Po nekaterih virih je ostareli Henrik I. Gelderski leta 1178 zaradi starosti predal upravljanje grofij Zutphen in Gelders svojemu najstarejšemu sinu Gerhardu III. Poleg tega Gerhard III. nosi tudi naslov grofa Veluwe. Leta 1181 se Gerhard III. poroči z Ido Boulonjsko , hčerko Matevža Flandrskega (1138-1173) in Marije Boulonjske (umrla 1180/2). Gerhard III. od nje prevzame grb. Gerhard III. je postal tudi boulonjski grof.

## Spor z Utrechtom
Leta 1179 pride do prvega odprtega spopada z Utrechtom. Razlog za to je Brabantski vojvoda. Meni, da je Veluwe fevd. To pomeni, da mu ga je kot fevd podelil cesar in ne utrechtski škof. Torej škofu ne dolguje nobene fevdne dajatve (neke vrste davka). Gerhard III. pa je Veluwe prejel kot sekundarni fevd od vojvode, tako da je situacija zapletena. Leta 1179 je vojvoda Brabantski ponovno zavrnil plačilo dajatve Utrechtu. Nato Utrechtski škof Baudouin II. izjavi da so pravice Brabanta potekle in zato Veluwe ostaja brez vladarja. Škof Boudewijn II. tudi ni hotel priznati pravice Gelderlanda do Veluwe. Gelderski so grozili, da bo zabil klin med Utrechtska Neder- in Oversticht (kasneje Overijssel). Posledično ne bi mogli več varno potovati po kopnem od Utrechta do Overstichta. Zato so vstopili v Veluwe z veliko vojsko.
Hkrati pa so bile pod vprašajem tudi pravice Gelderlanda. Gelders je imel že od enajstega stoletja pravico do odvetništva/skrbništva nad posestjo, ki pripada Marijini cerkvi v Utrechta, ki se nahaja na Veluweju. Gerhard III. se z zasedbo Veluweja ni mogel sprijazniti. Iz Zutphena je napadel Deventer, da bi se oddolžil. Začel je oblegati Deventer, ki je bil blokiran skupaj štiri dni. To je začetek večstoletnih sporov med Zutphenom in Deventerjem. Deventer pripada Overstichtu, torej škofiji Utrecht. Po naključju je bil cesar Friderik I. Barbarossa v Valkhofu v Nijmegenu in je posredoval. Stranke v sporu je prisilil h kompromisu. Gerhard III odpravi obleganje Deventerja in ostane v lasti Veluwe. V Veluwe so kot neodvisne gospopščine Doorwerth, Putten in Velp. To je torej le del poznejšega Četrti Veluwe.

## Zgodnja smrt
Po tem uspehu Gerhard III. ni smel nadalje širiti svoje grofije. Konec leta 1181 ali v začetku leta 1182 (viri niso jasni) umre, še preden umre njegov oče Henrik I. Gerhard III. je pokopan v cerkvi svete Valburge v Zutphenu. Nasledil ga brat Oton I. Žena Ida je umrla leta 1216.